# Upp från slaveriet

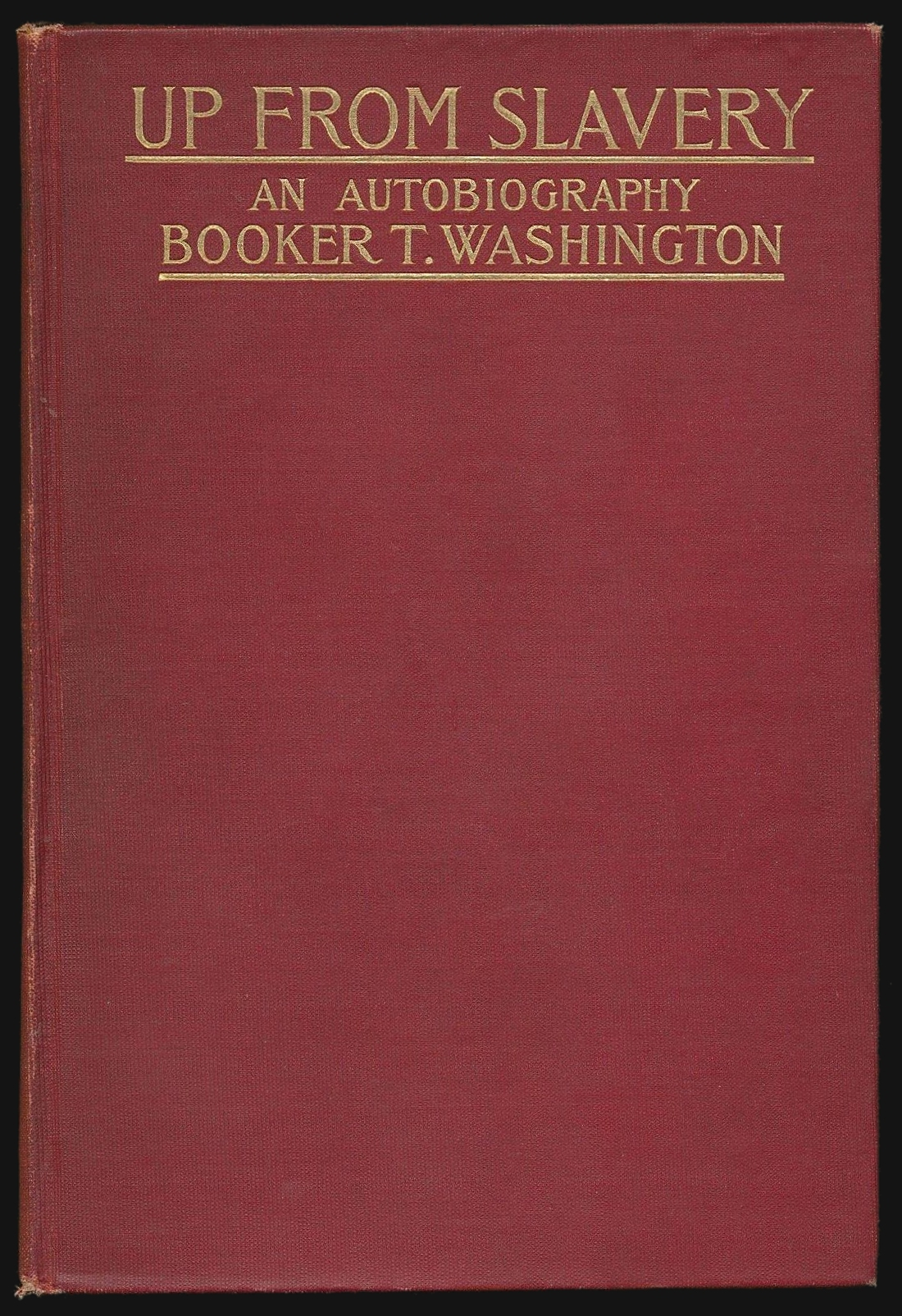
Bokens första upplaga.

Upp från slaveriet (originaltitel: Up from Slavery) är en självbiografisk bok från 1901 av den amerikanske skolreformatorn Booker T. Washington (1856–1915), som föddes som slav i delstaten Virginia. Den översattes till svenskan 1904 av Cecilia Milow.